# Ernst Johanssen
Ernst Wilhelm Johanssen (* 14. August 1864 in Sophienhof; † 20. März 1934 in Marburg) war ein deutscher lutherischer Pastor, Missionar und Missionstheologe.

## Leben
Geboren und aufgewachsen ist Johanssen zusammen mit acht weiteren Geschwistern auf dem väterlichen Gut, dem „Sophienhof“, bei Preetz, zu dem auch die Kapelle Sophienhof gehört (preußische Provinz Schleswig-Holstein).
Über die Mutter, die in Preetz einen Missionsnähverein gründete und unter anderem mit Franz Michael Zahn und Friedrich Fabri persönlich bekannt war, sowie über den Vater, der ebenfalls Kontakte zu führenden Vertretern der deutschsprachigen Missionsgesellschaften pflegte, kam er bereits frühzeitig in Kontakt mit der äußeren Mission. 
Nach dem Abitur in Plön studierte er ab 1884 Theologie in Greifswald, Basel, Erlangen und Kiel. Während dieser Zeit beschäftigte sich Johanssen intensiv mit den Schriften von Søren Kierkegaard und Johann Georg Hamann, die seinen Wunsch vergrößerten, Missionar zu werden. Den endgültigen Entschluss dazu fasste er 1889 aufgrund mehrerer Begegnungen mit Friedrich von Bodelschwingh, der ihn auch überzeugte, in die EMDOA einzutreten, obwohl Johanssen zuvor Kontakte zur Basler Missionsgesellschaft geknüpft hatte.
1890 trat er in den Betheler Kandidatenkonvikt ein und wurde 1891 nach Deutsch-Ostafrika zusammen mit Paul Wohlrab entsandt, mit dem er auch die Missionsarbeit in Usambara begründete und der er zeitweilig als Präses vorstand. Von 1891 bis 1907 war Johanssen in der Missionsstation Mlalo (Urlaubsunterbrechung 1894) tätig, dort wurde 1903 sein Sohn Paul Gerhard Johanssen geboren. 1905 reiste er zusammen mit Missionsinspektor Walther Trittelvitz (während dessen Inspektion der Missionsgebiete der EMDOA) nach Uganda zu den dort arbeitenden britischen Missionsgesellschaften. Aufgrund seines Rede- und Predigttalents gaben die Waschamba ihm den Beinamen „Ngovi“ („Künder“, „Bote“, „Herold“).
1907 war Johanssen als Präses zusammen mit Wilhelm Ruccius sowie mit den Waschambachristen Abel Mtungudja, Filipo Shemweta und Shemlondwa einer der Pioniermissionare der Missionsarbeit in Ruanda, dort auch Begründer und Stationarius von Kirinda, wo Johanssen in engem Kontakt mit dem Tutsiherrscher Mwami Yuhi V. Msinga stand, da er sich über ihn eine Missionierung der indigenen Bevölkerung erhoffte.
1911/12 hatte er einen Europaaufenthalt, nach seiner Rückkehr war er kurzzeitig im neuerrichteten Remera tätig, danach ging er zurück nach Kirinda, um dort missionierend auf die Msinga einzuwirken. Als letzter EMDOA-Missionar verblieb Johanssen bis zu seiner Gefangennahme durch belgische Truppen 1916 in Ruanda und wurde anschließend aus Deutsch-Ostafrika durch die Alliierten ausgewiesen und gewaltsam durch den Kongo an die westafrikanische Küste und von dort nach Deutschland abtransportiert.
1919 war er Gründer des „Bundes deutscher evangelischer Missionare“ und Herausgeber der Verbandszeitschrift „Unsere Erfahrung“. Ab 1920 lehrte er als Dozent an der Theologischen Hochschule in Bethel; von 1921 bis 1924 war er Pfarrer der Betheler Zionsgemeinde. 1925 reiste er nach Usambara, von Ende 1926 bis 1929 nahm er die Bukoba-Mission wieder auf und war dort Begründer zahlreicher neuer Stationen.
Während seiner Zeit in Deutsch-Ostafrika und im Tanganyika Territory zählte Johanssen zu den maßgeblich prägenden Persönlichkeiten der Missionsarbeit in den Missionsgebieten der EMDOA. Seine Arbeit und Missionskonzeption war bestimmt von der hohen Achtung und Wertschätzung der indigenen Kulturen, was er in seinen zahlreichen religionswissenschaftlichen, ethnologischen und linguistischen Arbeiten betonte.
1929 folgte die endgültige Rückkehr nach Deutschland. Für seine wissenschaftliche Tätigkeit verlieh ihm die Evangelisch-Theologische Fakultät der Universität Münster 1931 den Dr. theol. h. c., zudem war er 1932/33 Lehrbeauftragter für „Mission und Primitivreligionen in Ostafrika“ an der Evangelisch-Theologischen Fakultät in Marburg.
Johanssen verstarb 1934 in Marburg.

## Veröffentlichungen
- Ubilikizi Wa Nyemi Ugondwavyo Ni Mateyo. Das Evangelium nach Matthäus in der Schambalasprache, Usambara, Ostafrika, 1902; Nachdruck Kessinger Publishing 2010.
- Das Leben der Schambala beleuchtet durch ihre Sprichwörter. Ein Beitrag zum Verständnis der Eingeborenen Deutsch-Ostafrikas, Berlin 1915 (zusammen mit Paul Döring).
- Ruanda. Kleine Anfänge – große Aufgaben der evangelischen Mission im Zwischenseegebiet Deutsch-Ostafrikas, Bethel 2. Aufl. 1915.
- Die Gottesvorstellung eines Bantuvolkes. Der Imana-Gedanke bei den Bewohnern Ruandas, in: AMZ 1923, S. 149 ff.
- Mysterien eines Bantu-Volkes. Der Mandwa-Kult der Nyaruanda verglichen mit dem antiken Mithras-Kult, Leipzig 1925.
- Geistesleben afrikanischer Völker im Lichte des Evangeliums, München: Chr. Kaiser 1931.
- Führung und Erfahrung in 40-jährigem Missionsdienst, 3 Bände (Band I: Anfangsarbeit in Usambara von 1891–1907; Band II: Der zweite Arbeitsplatz – Ruanda 1907–1917; Band III: In der Heimat und Im Dienst am Wiederaufbau von 1918–1934), Bethel o. J. (nach 1934).

## Lexika
- Joseph Busse, Johanssen, Ernst, in: Lexikon zur Weltmission (LWM), S. 247 f.
- Ernst Dammann, Johanssen, Ernst, in: Biographisch-Bibliographisches Kirchenlexikon (BBKL) 3, Sp. 621 f.
- Hans-Werner Gensichen, Johanssen, Ernst, in: Biographical Dictionary of Christian Missions (BDCM), S. 333 (online auf books.google.de)
- Hans-Werner Gensichen, Ernst Johanssen, in: Dictionary of African Christian Biography (DACB), online auf dacb.org